# Чатом
Чатом (англ. Chatom) — місто (англ. town) в США, в окрузі Вашингтон штату Алабама. Населення — 1104 особи (2020).

## Історія
Містечко Чатом було засноване в 1904 році. Перебуваючи в центрі округу, воно стало окружним центром в 1907 році.
У 1949 році містечко стало найбільшим муніципалітетом в окрузі Вашингтон.
Чатом має сучасну бібліотеку, лікарню / буднок престарілих, общинний центр, озеро Елліс, і красиве 18-луночне поле для гольфу.

## Географія
Чатом розташований за координатами 31°28′9″ пн. ш. 88°14′46″ зх. д. / 31.46917° пн. ш. 88.24611° зх. д. (31.469145, -88.246019).  За даними Бюро перепису населення США в 2010 році місто мало площу 27,77 км², уся площа — суходіл.

### Клімат
| Клімат : Чатом        | Клімат : Чатом | Клімат : Чатом | Клімат : Чатом | Клімат : Чатом | Клімат : Чатом | Клімат : Чатом | Клімат : Чатом | Клімат : Чатом | Клімат : Чатом | Клімат : Чатом | Клімат : Чатом | Клімат : Чатом | Клімат : Чатом |
| Показник              | Січ.           | Лют.           | Бер.           | Квіт.          | Трав.          | Черв.          | Лип.           | Серп.          | Вер.           | Жовт.          | Лист.          | Груд.          | Рік            |
| Середній максимум, °C | 15,6           | 18,3           | 22,2           | 26,1           | 30,0           | 32,8           | 33,9           | 33,3           | 31,1           | 26,7           | 21,1           | 16,7           | 25,6           |
| Середній мінімум, °C  | 2,2            | 3,3            | 6,7            | 11,1           | 15,6           | 18,9           | 20,6           | 20,0           | 17,8           | 11,1           | 6,1            | 2,8            | 11,1           |
| Норма опадів, мм      | 140            | 140            | 157            | 124            | 127            | 124            | 160            | 122            | 117            | 84             | 109            | 147            | 1552           |
| --------------------- | -------------- | -------------- | -------------- | -------------- | -------------- | -------------- | -------------- | -------------- | -------------- | -------------- | -------------- | -------------- | -------------- |
| Джерело: Weatherbase  |                |                |                |                |                |                |                |                |                |                |                |                |                |

## Демографія
Згідно з переписом 2010 року, у місті мешкало 1288 осіб у 458 домогосподарствах у складі 326 родин. Густота населення становила 46 осіб/км².  Було 521 помешкання (19/км²).
Расовий склад населення:
| - 68,2 % — білих - 31,1 % — чорних або афроамериканців |

До двох чи більше рас належало 0,4 %. Частка іспаномовних становила 0,6 % від усіх жителів.
За віковим діапазоном населення розподілялося таким чином: 26,3 % — особи молодші 18 років, 55,9 % — особи у віці 18—64 років, 17,8 % — особи у віці 65 років та старші. Медіана віку мешканця становила 38,8 року. На 100 осіб жіночої статі у місті припадало 90,3 чоловіків;  на 100 жінок у віці від 18 років та старших — 84,3 чоловіків також старших 18 років.
Середній дохід на одне домашнє господарство  становив 56 323 долари США (медіана — 35 365), а середній дохід на одну сім'ю — 74 270 доларів (медіана — 53 125). За межею бідності перебувало 19,8 % осіб, у тому числі 23,1 % дітей у віці до 18 років та 13,1 % осіб у віці 65 років та старших.
Цивільне працевлаштоване населення становило 400 осіб. Основні галузі зайнятості: мистецтво, розваги та відпочинок — 19,3 %, освіта, охорона здоров'я та соціальна допомога — 16,0 %, публічна адміністрація — 14,5 %, будівництво — 13,5 %.